# Chery QQ6
Chery QQ6 (S21) — легковой переднеприводной автомобиль В-класса с кузовом типа седан, производящийся в Китае компанией Chery Automobile с 2006 по 2010 год. Рестайлинговый вариант, известный как Cowin 1, выпускался с 2010 по 2013 год.

## Описание
Chery QQ6 дебютировал в 2006 году на автосалоне в Гуанчжоу. С появлением QQ6 компания Chery расширила гамму микролитражных автомобилей. Базовая модель получила индекс QQ3.
Помимо Китая автомобиль продавался в ряде других стран: в Чили, Колумбии и других странах с ноября 2006 года. В Иране автомобиль получил индекс S21, в Египте — Speranza A213, а в Украине автомобиль назывался Chery Jaggi.
Также автомобиль проходил краш-тест CNCAP на 2 звезды.

## Технические характеристики
Chery QQ6 оснащался двигателями семейства Chery ACTECO объёмом 1,1—1,3 литра (1083—1297 см3), мощностью 50—61 кВт (68—83 л. с.). Каждый двигатель сочетался в паре с пятиступенчатой механической трансмиссией.

## Галерея

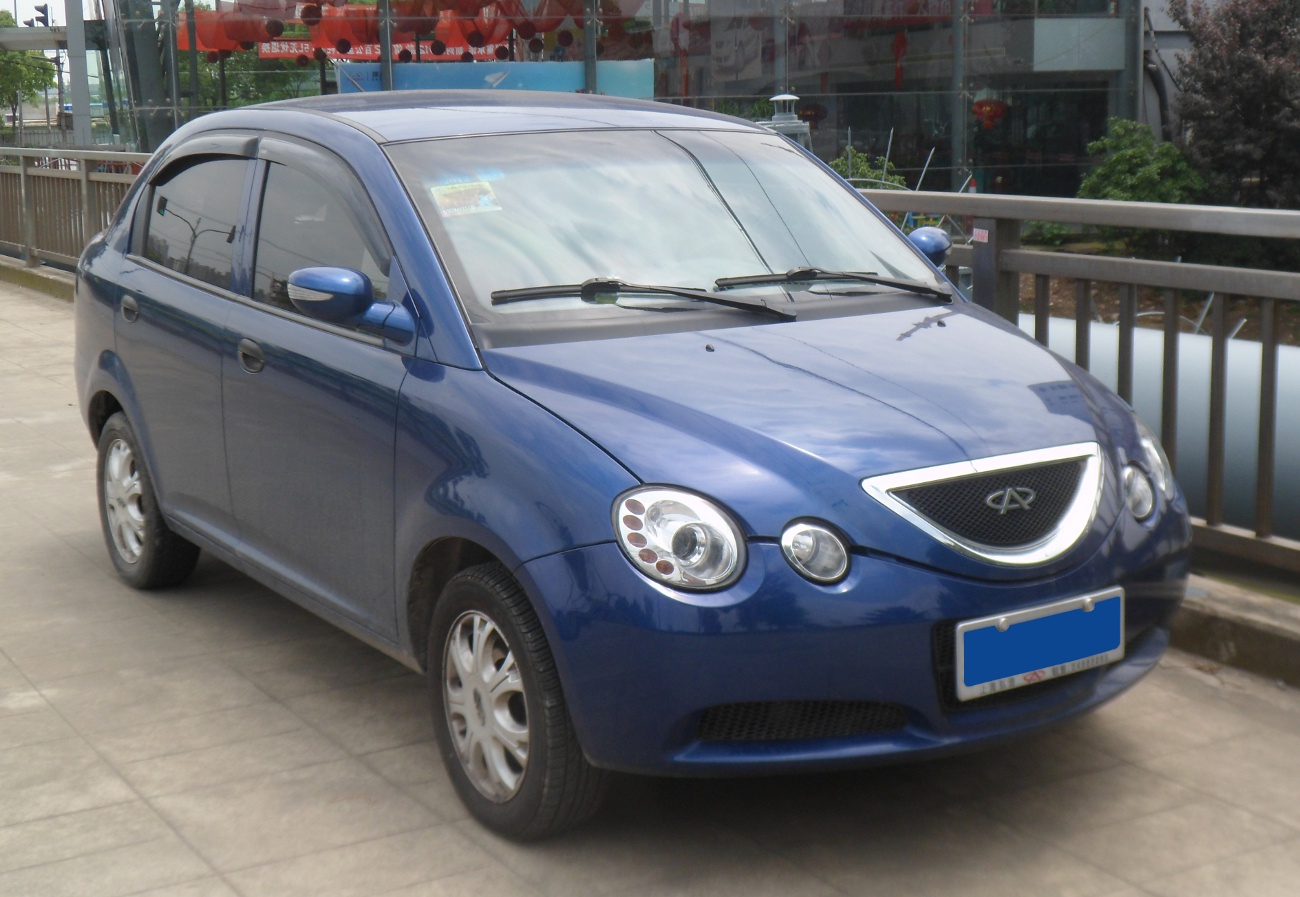
Вид спереди
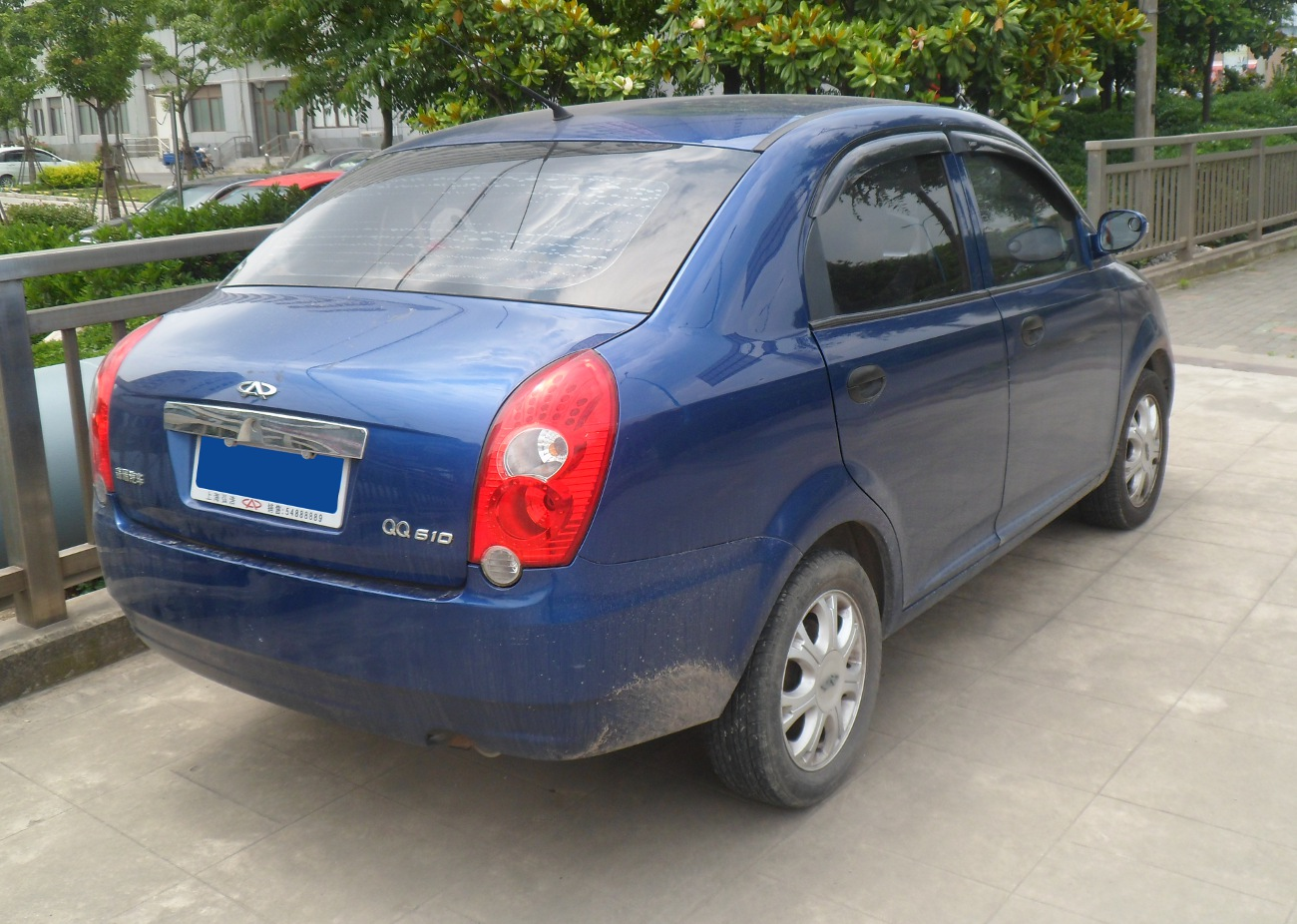
Вид сзади
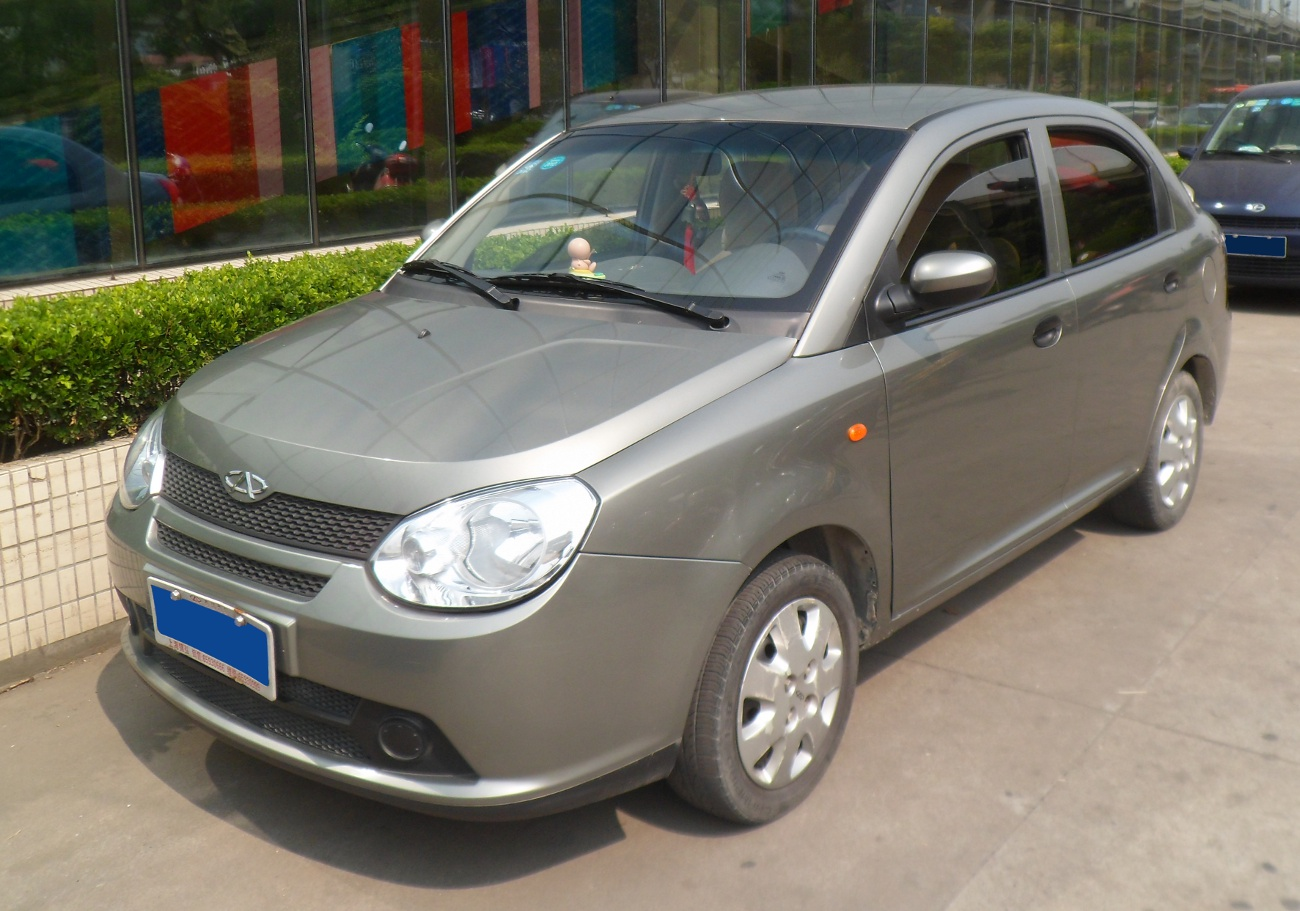
Chery Cowin 1
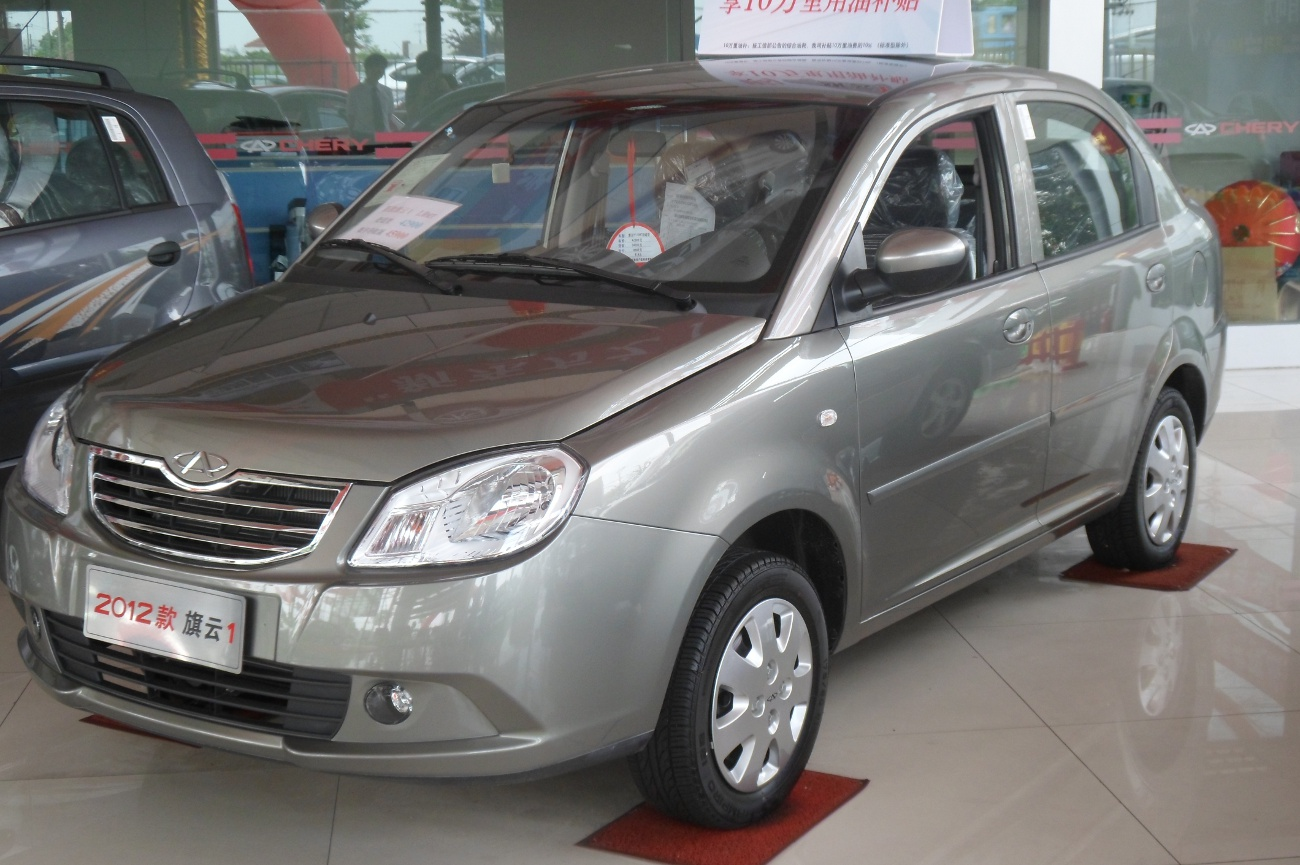
Chery Cowin 1
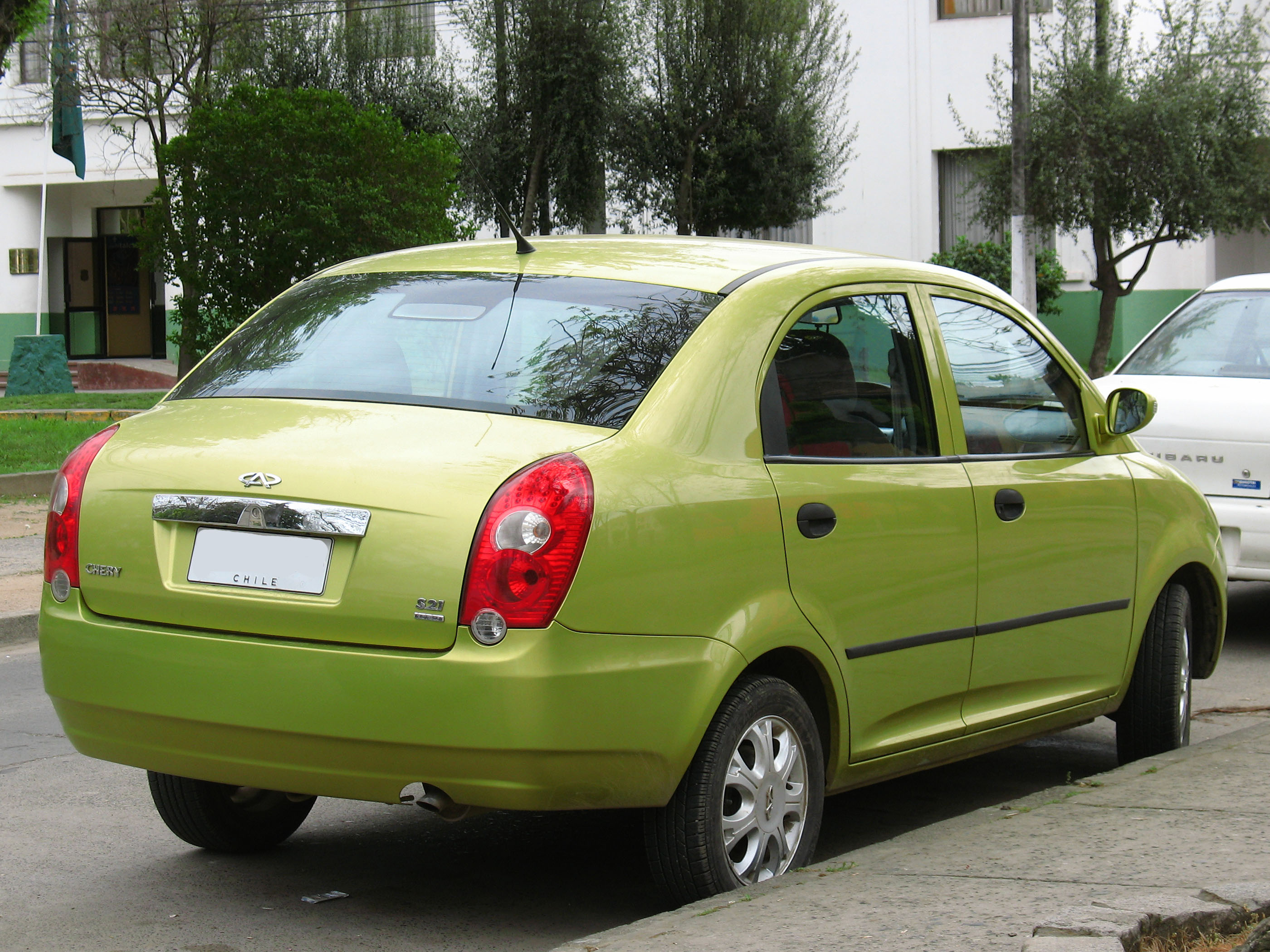
Chery S21